# 無所属の会 (2017)
無所属の会（むしょぞくのかい）は、 2017年 - 2019年に存在した衆議院の旧民進党系会派。衆議院での略号は、無会。
便宜上、以下のグループについても本記事の後ろに記載する。
- 無所属フォーラム : 2019年結成の議員グループ。「無所属の会」の実質的な後継組織の一つであり、衆議院会派「立憲民主党・無所属フォーラム」の会派内グループとして結成された。
- 小勝会（しょうしょうかい） : 2020年に「無所属フォーラム」を母体として結成された新・立憲民主党の党内グループ[3][4][5]

## 会史

### 前史
2017年10月10日公示、22日執行の第48回衆議院議員総選挙に際し民進党代表・前原誠司は、民進党からは公認候補者を一切擁立せず、東京都知事・小池百合子が代表を務める希望の党に合流することを決断したが、一部の候補者が希望の党の公認を得られない事態となった。結果として民進党候補者は、前原の決定通り希望の党入りするグループ、新たに枝野幸男が結党した立憲民主党へ参加するグループ、両党いずれからも公認を受けず民進党籍を有したまま無所属で小選挙区単独立候補をする者の3陣営に分裂する状態に陥った。この際、無所属出馬となった民進党前職の約20名は、公示直前から民進党初代代表である岡田克也が中心となり、選挙の情報共有、相互支援のためのネットワークを組んでいた。

### 結成

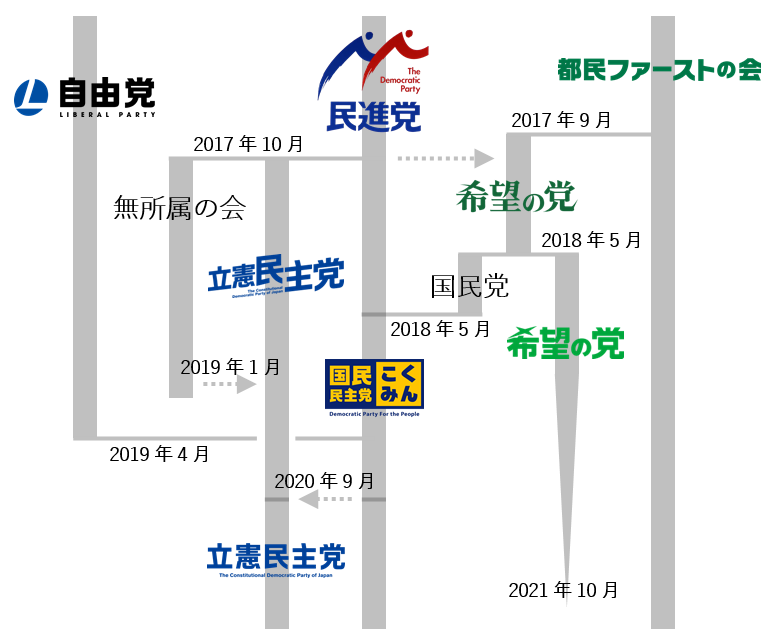

2017年10月22日の第48回衆議院議員総選挙後の25日、希望の党、立憲民主党の公認を得ず無所属出馬で当選した民進党籍の残る衆議院議員のうち10数名が国会内で会合し、岡田克也が代表となり衆議院で新会派を結成することを決定。民進党籍無所属当選議員たる該当者は18名おり、希望の党入党を表明済みの党代表・前原誠司を除く全員に参加を呼び掛けた。
26日に岡田を代表とする13名による衆議院会派「無所属の会」を結成した。
26日、衆議院事務局に会派届を提出。会派名は無所属の会、代表者は岡田、参加議員は全13名で、岡田のほか、安住淳、江田憲司、金子恵美、菊田真紀子、黒岩宇洋、篠原孝、中川正春、野田佳彦、原口一博、平野博文、広田一、福田昭夫（五十音順）となった。一方の不参加者は、前原のほかに、玄葉光一郎、重徳和彦、中島克仁、鷲尾英一郎（五十音順）の計5名であった。
岡田は「政治的なスタンスは中道」「国会で活動していく上で、1人では限界がある」「野党はなるべく協力していくことが大事だ。立憲民主党や希望の党と連携する結節点になる」と語った。
参議院や地方組織などを含めた政党「民進党」としては、27日開催の両院議員総会で、民進党全体での希望の党への合流が撤回され、存続が決定した。次の党代表には、無所属の会代表で民進党籍を保持する岡田を推挙する声が強かったものの、本人は否定した。結局、30日の両院議員総会で前原が辞任し、31日の同会で実施された代表選挙で無投票により参議院議員の大塚耕平が就任した。

### 野党再編への対応
衆議院選挙前の民進党衆議院会派は「民進党・無所属クラブ」だったが、11月1日召集の特別国会を前に会派も3分裂。特別国会召集時点において13名の無所属の会は、「立憲民主党・市民クラブ」の54名、「希望の党・無所属クラブ」の51名に次ぐ野党第3勢力の座を得た。同日の内閣総理大臣指名選挙では、13名全員が大塚に投票した。
大塚体制となった11月8日の民進党両院議員総会で発足した新執行部においては、参議院議員（参議院会派は「民進党・新緑風会」）が中心となるも、無所属の会からも原口が副代表に、平野が国会対策委員長に、篠原が選挙対策委員長に就任するなどした。
2018年1月10日、新たに中村喜四郎が会派入りし、14名となる。中村は、政党・会派ともに無所属だったが、2017年11月1日の首班指名では大塚に投票していた。
2017年年末から2018年にかけて、民進党は希望の党との統一会派結成構想を示したものの、岡田をはじめとする無所属の会のメンバーを中心に反対意見が相次いだため、結成構想は白紙に終わった。その後、民進党は希望の党とともに新党を結成し野党再編につなげる構想を示したが、無所属の会は立憲民主党との統一会派結成を目指していた。しかし、4月9日に民進・希望両党首が両党を合併する方向で合意し、17日には無所属の会のメンバー14名のうち、3名ほどが新党に合流する方針を示し、合流をしないメンバーの間でも、無所属の会を脱退し立憲民主党に移籍する者と、そのまま無所属の会に残留し新党と立憲のつなぎ役を目指す者とに分かれ、分裂する公算が大きくなると報じられた。その後の4月26日に無所属の会所属議員のうち約10人が協議し、新党への不参加と会派の存続を確認した。
5月7日、民進党と（旧）希望の党の合流新党「国民民主党」が結成される。無所属の会からは篠原、原口、平野の3名が参加し本会派を脱退した。また、立憲民主党に近いとされていた菊田が脱退。これにより、無所属の会のメンバーは10名となる。翌8日には福田が立憲民主党への入党が承認されたことにより脱退。一方で同日に旧希望の党の大串博志、田嶋要、本村賢太郎の3名が、翌9日には旧民進党籍を持ちながら無所属の会に参加していなかった玄葉がそれぞれ本会派へ加入し、無所属の会のメンバーは13名となった。また、幹事長の職を新設して大串が就き、退会した平野が務めていた国会対策委員長には広田が就任した。
民進党消滅と国民民主党結党、（新）希望の党の“ゆ党”化に伴い、野党共闘の枠組みは、「民進党（無所属の会を含む）、（旧）希望の党、立憲民主党、日本共産党、自由党、社会民主党」の6党から「立憲民主党、国民民主党、日本共産党、自由党、社会民主党」と無所属の会の5党1会派へ移行することとなった。

### 新会派への移行
旧民進系勢力の再統合を目指して活動を続けたが、立憲・国民両党間の膠着状態が続いたため、11月中旬には立憲民主党との統一会派結成を目指す方向に軌道修正し、統一会派結成が見送られれば次善の策として無所属の会を母体に新党を結成する考えを表明した。
しかし立憲側が政党間協議には否定的な見解を示し続けていることから12月5日までに新党結成を断念する方針を固めた。翌6日には岡田と枝野が会談し統一会派について協議したが、枝野が会派単位の合併を拒む姿勢を崩さなかったため交渉が決裂。7日に第197回国会の閉幕後に無所属の会を解散し、希望者が個別に立憲会派入りする方針であると報じられ、10日に開かれた会派総会で上記方針を正式決定した。
そして通常国会召集を前にした2019年1月8日、会派総会を開いた後に13名全員の去就を発表した。代表の岡田克也のほか安住淳、江田憲司、大串博志、金子恵美、黒岩宇洋、田嶋要、中川正春、中村喜四郎（五十音順）の計9人が立憲会派入りすることに決定。立憲会派合流を見送るのは玄葉光一郎、野田佳彦、広田一、本村賢太郎（五十音順）の4名となった。4名は無所属の会存続か新会派結成を検討するとした。ただし本村については同日、3月24日告示、4月7日執行の相模原市長選挙への立候補を検討しているとも報じられた。
1月15日、岡田ら9人は立憲民主党の会派「立憲民主党・無所属フォーラム（立憲民主党・市民クラブから名称変更）」への入会届を提出。以後は、会派内グループ「無所属フォーラム」として活動することになる。
翌16日、野田が記者会見において、自身を含む無所属議員7名による新会派を結成したことを発表。会派名を「社会保障を立て直す国民会議」とし、無所属の会に残留していた野田、玄葉、広田、本村の4名に加え、会派に所属していなかった井出庸生、重徳和彦、中島克仁が新たに入会した。

## 民進党籍について
民進党出身の議員・候補者のうち、希望の党、立憲民主党いずれの公認も受けずに民進党籍を持ったまま無所属で立候補し当選した議員によって結成された経緯から、2017年10月26日の結成時点においては参加した13名全員が民進党の党籍を有していた。
その後、菊田真紀子、黒岩宇洋は民進党を離党したため民進党籍を喪失した。また、2018年1月10日に新たに会派入りした中村喜四郎は無党籍であった。
広田一は離党はしておらず民進党籍を有していたものの政党交付金の受け取りを辞退していたことから、2017年11月上旬に民進党が総務省に届け出た党所属議員には含まれておらず、民進党所属の国会議員としての資格は有していなかった。
2018年5月7日、国民民主党の結党により、新党への参加者は会派を離脱し「国民民主党・無所属クラブ」に参加、残る岡田らが民進党を離党したことから名実ともに無所属議員のみの会派となった。
民進党籍議員が在籍していた時期には、政党名を含めない「無所属の会」との会派名に元民進党議員からの批判の声もあった。

## 役職
| 就任年月   | 代表     | 幹事長   | 国会対策委員長 |
| ---------- | -------- | -------- | -------------- |
| 2017年10月 | 岡田克也 |          | 平野博文       |
| 2018年05月 | 岡田克也 | 大串博志 | 広田一         |

## 所属議員
※2018年5月9日当時　衆議院議員13名
| 衆議院議員                     | 衆議院議員                   | 衆議院議員                  | 衆議院議員                | 衆議院議員                   |
| ------------------------------ | ---------------------------- | --------------------------- | ------------------------- | ---------------------------- |
| 中村喜四郎 茨城7区、衆14、無   | 岡田克也 三重3区、衆10、有   | 玄葉光一郎 福島3区、衆9、有 | 安住淳 宮城5区、衆8、有   | 野田佳彦 千葉4区、衆8、有    |
| 中川正春 三重2区、衆8、有      | 江田憲司 神奈川8区、衆6、有  | 田嶋要 比例南関東、衆6、無  | 大串博志 佐賀2区、衆5、無 | 黒岩宇洋 新潟3区、衆3参1、無 |
| 本村賢太郎 比例南関東、衆3、無 | 金子恵美 福島1区、衆2参1、有 | 広田一 高知2区、衆1参2、無  |                           |                              |

※有／無は、民進党解散時、民進党所属国会議員としての資格の有無。

## 無所属フォーラム
無所属フォーラム（むしょぞくフォーラム）は、2019年1月15日に立憲民主党の衆議院会派「立憲民主党・無所属フォーラム（立憲民主党・市民クラブから名称変更）」への入会届を提出した岡田らによって結成された会派内グループである。2017年結成の衆議院会派「無所属の会」の流れをくむグループの一つである。
2019年9月には、「立憲民主党・無所属フォーラム」は、「国民民主党・無所属クラブ」や社会保障を立て直す国民会議と統一会派を結成したが、この際も会派名称は「立憲民主・国民・社保・無所属フォーラム」となり、無所属フォーラムの名称が残った。
2020年1月時点の報道では、「無所属フォーラム」を率いているのは岡田克也であり、所属する衆議院議員は12人とされている。2020年8月に、立憲民主党・国民民主党両党が解党した上で新党を設立する方針で大筋一致すると、岡田らも合流に参加する意向を示し、同月24日には立憲・国民・「社会保障を立て直す国民会議」・「無所属フォーラム」の各幹事長（無所属フォーラムからは小川淳也が出席）が国会内で会談し、合流新党結成に向けた基本合意書に署名した。9月10日に新党の代表・党名選挙が実施され、代表は枝野幸男に、党名は立憲民主党に決まった。

### 無所属フォーラムの役職
| 代表     | 幹事長   |
| -------- | -------- |
| 岡田克也 | 小川淳也 |

### 所属していた国会議員
本記事で解説する会派内グループ「無所属フォーラム」がとりまとめた2020年9月3日時点での新党入党宣誓書提出者のリストには、下記の12名が記載されている。
| 衆議院議員（12名）                  | 衆議院議員（12名）                  | 衆議院議員（12名）                  | 衆議院議員（12名）                   |
| ----------------------------------- | ----------------------------------- | ----------------------------------- | ------------------------------------ |
| 中村喜四郎 （14回、茨城7区）        | 岡田克也 （10回、三重3区）          | 山井和則 （7回、比例近畿・京都6区） | 江田憲司 （6回、神奈川8区）          |
| 菊田真紀子 （6回、新潟4区）         | 田嶋要 （6回、比例南関東・千葉1区） | 小川淳也 （5回、比例四国・香川1区） | 寺田学 （5回、比例東北）             |
| 柚木道義 （5回、比例中国・岡山4区） | 今井雅人 （4回、比例東海・岐阜4区） | 金子恵美 （2回・参院1回、福島1区）  | 伊藤俊輔 （1回、比例東京・東京23区） |

## 小勝会
小勝会（しょうしょうかい）は、2020年に設立された新立憲民主党の派閥・議員グループ。名称は、「小選挙区で勝つ」との意味を込めたとされる。なお、メンバーの一人、小川は｢小選挙区で勝つ会｣と名付けたとしている。
2021年2月、無所属フォーラムから合流した岡田克也、中村喜四郎ら国会議員約10人により新グループが結成したことが分かったと報じられた。読売新聞は、会結成の狙いを「中道路線」を掲げることや、共産党との政権構想への反対姿勢を示すことと報道した。この報道に対し、岡田は取材を受けておらず不正確かつ不誠実な記事とし、2020年9月の立憲民主党結成の際に「それまでの仲間で情報交換会を設けた」ものであり、「それ以上の意味はない」としている。また、中村喜四郎は自身のTwitterで、自身が共産党との共闘を進める立場であることも踏まえ、共産党との共闘に反対姿勢を示す意図は全くなく、この報道は誤りであると述べている。
当初は、無所属の会12名全員参加したが、第49回衆議院議員総選挙後の報道では、10名と報じられている。

### 所属議員
出典
| 衆議院議員（9名）                 | 衆議院議員（9名）         | 衆議院議員（9名）           | 衆議院議員（9名）                  |
| --------------------------------- | ------------------------- | --------------------------- | ---------------------------------- |
| 岡田克也 （12回、三重3区）        | 山井和則 （9回、京都6区） | 菊田真紀子 （8回、新潟4区） | 小川淳也 （7回、香川1区）          |
| 寺田学 （7回、比例東北・秋田1区） | 柚木道義 （7回、岡山4区） | 今井雅人 （5回、岐阜4区）   | 金子恵美 （4回・参院1回、福島1区） |
| 本庄知史 （2回、千葉8区）         |                           |                             |                                    |

### 旧所属議員・元議員

#### 衆議院議員
- 江田憲司（8回、神奈川8区）
- 田嶋要[注釈 20][61]（8回、千葉1区）
- 伊藤俊輔[注釈 21]（3回、東京23区）

#### 元衆議院議員
- 中村喜四郎[3]（15回、比例北関東・茨城7区）